# Wilhelm Pressel (Eisenbahningenieur)

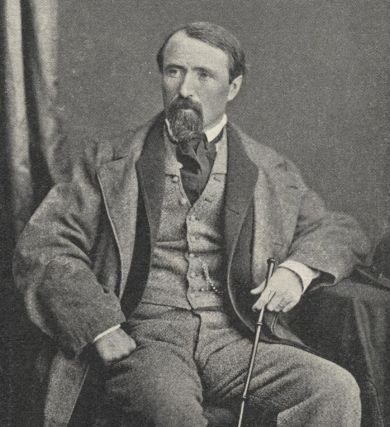
Wilhelm von Pressel

Wilhelm Pressel (* 28. Oktober 1821 in Stuttgart; † 16. Mai 1902 in Pera) war ein deutscher Eisenbahningenieur. In türkischen Diensten entwarf er das anatolische Eisenbahnnetz und wurde damit zum eigentlichen Urheber der Bagdadbahn.

## Leben
Wilhelm Pressel war der Sohn eines Bäckermeisters und erlernte an der Gewerbeschule Stuttgart den Beruf des Steinmetz. Nach zweijähriger Wanderschaft durch Frankreich und Großbritannien kehrte er 1841 nach Stuttgart zurück und übernahm, ohne dafür eine besondere Ausbildung zu haben, die Vertretung des erkrankten Professors für darstellende Geometrie am Polytechnikum Stuttgart.
Durch den württembergischen Baudirektor Carl von Etzel beeinflusst, wandte sich Pressel dem Eisenbahnbau zu und sammelte von 1844 bis 1850 erste Erfahrungen beim Bau der Eisenbahnstrecke über die Geislinger Steige. Anschließend war er von 1853 bis 1858 für die Schweizerische Centralbahn tätig und leitete den Bau des Hauensteintunnels bei Basel. 1862 folgte er Etzel zur österreichischen Südbahngesellschaft und wurde 1865 zum Baudirektor der Gesellschaft ernannt. Pressel erwarb sich besondere Verdienste um die Vollendung der Brennerbahn von Innsbruck nach Bozen.
1869 übernahm Pressel den Posten des Chefingenieurs bei der von Moritz Freiherr von Hirsch auf Gereuth gegründeten Compagnie des Chemins de Fer Orientaux. Unter der Leitung Pressels entstand bis 1872 im europäischen Teil des Osmanischen Reichs die Eisenbahnverbindung von Dobrljin (an der Grenze zu Österreich-Ungarn) bis Konstantinopel. 
1872 wurde Pressel durch Sultan Abdülaziz zum kaiserlichen Generaldirektor der ottomanischen Eisenbahn berufen. In den folgenden Jahren entwarf er ein 6.800 km langes anatolisches Eisenbahnnetz. Ein erster, 91 km langer Abschnitt der Anatolischen Eisenbahn von Konstantinopel nach İzmit, die das Osmanische Reich als Staatsbahn errichtete, wurde unter seiner Leitung gebaut. Die Verwirklichung seiner umfassenden Pläne konnte Pressel jedoch gegen den Widerstand aus politischen und Finanzkreisen nicht durchsetzen. Der Bau der Bagdadbahn begann erst ein Jahr nach seinem Tod.

## Schriften
- Der Bau des Hauensteintunnels auf der Schweizerischen Centralbahn. Bahnmaier, 1860.
- Ventilation und Abkühlung langer Alpentunnel. Wien 1881.
- Eiserner Oberbau, System Pressel. Wien 1886.
- Les chemins de fer en Turquie d'Asie. Zürich 1902.[2]

## Ehrungen, Preise, Auszeichnungen
- Am 16. Mai 1904 wurde von Südbahngesellschaft in der Treppenhalle (Kassenhalle) des Wiener Südbahnhofs eine an den ehemaligen Baudirektor der Südbahn erinnernde, von Edmund Hofmann von Aspernburg (1847–1930) gestaltete Gedenktafel enthüllt.[4]